# Le Plessis-l’Évêque
Le Plessis-l’Évêque – miejscowość i gmina we Francji, w regionie Île-de-France, w departamencie Sekwana i Marna.
Według danych na rok 1990 gminę zamieszkiwało 219 osób, a gęstość zaludnienia wynosiła 62 osób/km² (wśród 1287 gmin regionu Île-de-France Le Plessis-l’Évêque plasuje się na 980. miejscu pod względem liczby ludności, natomiast pod względem powierzchni na miejscu 783.).